# Herb gminy Mykanów
Herb gminy Mykanów – symbol gminy Mykanów.

## Wygląd i symbolika
Herb przedstawia na tarczy dzielonej w rosochę w polu górnym srebrną literę „M”, pochodzącą od nazwy gminy, a pod nią czerwony krzyż św. Andrzeja (nawiązanie do przynależności terenów gminy do klasztoru panien klarysek św. Andrzeja w Krakowie), w polu lewym złotym czarną głowę żubra z srebrnym kolcem w nozdrzach (godło z herbu Wieniawa rodu Długoszów), natomiast w polu prawym czerwonym srebrną krzywaśń zwieńczoną złotym krzyżem kawalerskim, pochodzącą z herbu Szreniawa rodu Borowieskich. 